# ミスターのいいじゃないか!運動
ミスターのいいじゃないか!運動（ミスターのいいじゃないか!うんどう）は、北海道テレビ放送（HTB）のバラエティ番組『水曜どうでしょう』の企画「プチ復活!思い出のロケ地を訪ねる小さな旅」内で大泉洋が評した、「ミスター」こと鈴井貴之の考えのことである。これの反対語に当たるのは「合宿」（がっしゅく）。

## 概要
番組の企画で大分県内を自動車で移動中に、豊後牛を食べたい大泉が、幕末の民衆運動「ええじゃないか」に掛け、この言葉を発した。
「対決列島」企画で発された「宿には4時までにチェックインする」がこの運動の主な行動である。意味としてはさらにロケより宿を重視するものである。この考え方を「いいじゃないか主義」といい、これを（「対決列島」などで）全国に発信していくことを「いいじゃないか!旋風」という。なお一行が宿を重視するようになったのは「ヨーロッパ・リベンジ」の初日においての大泉と嬉野Dの要求によってホテルの確保より食事を優先させてしまったがために宿が見つからず、ドイツ・メルヘン街道の道端で野宿を余儀なくされた通称「ドイツテント事件」がきっかけである（いわゆる「ここをキャンプ地とする」<藤村D>発言で知られる）。
この話のときに画面左下に、ミスターが「いいじゃないか!」といいながら踊る姿がアニメーションで表示された。上は半被姿、下は半ズボンである。のちの「いいじゃないか!踊り」の元となった。
番組開始当初は後述のように、ロケを遂行することに燃えていた鈴井であったが、ある時期を境に「どうでしょうは（自分が理想とする）テレビ番組ではない」と考えるようになり、番組後期には「ロケより宿」など当初とは逆の考えになったことから、大泉やD陣などがそれをたとえに「いいじゃないか」と発したことが始まりである。

## 経緯
番組開始当初の鈴井は、「テレビ」を知っているのは自分しかいなかったことから、自分がメインとなって番組を引っ張るべきと考えていた。また、がむしゃらに頑張る姿を見せることで、視聴者の共感を得られるのではないかとも考えていた。
しかし1997年の「ヨーロッパ21ヶ国完全制覇」を契機として、徐々に「自分が頑張るより、大泉をメインに据えた方が面白い」「自分よりもディレクターの方が、大泉（主に彼のボヤキ）の面白さを上手く引き出している」と感じるようになり、番組中では、やや退いたポジションをとるようになっていく。
2000年、鈴井が映画『man-hole』の制作に乗り出したため、「どうでしょう」は半年間休止することとなった。その時の鈴井は、「番組が再開しても、自分はもう戻らないだろう」と考えていた。それは、〝結果的に面白ければ、いい加減でも良い〟という番組の方向性と、〝とにかく頑張らなければならない〟という当時の鈴井のポリシーの間に、埋め難いギャップを感じていたためであった。休止直前の企画「原付西日本制覇」では「これで辞めよう」と思いながら走っていたという（DVD第7弾「ヨーロッパ21ヶ国完全制覇」副音声より）。
しかし、鈴井はその後、「『どうでしょう』はテレビ番組ではない」「だから、普通のテレビに出る時のように、無理に頑張らなくても良いんだ」「今まで自分の線引きしていたことにどんな意味があるのだろう」との心境に至り、疑念が消え去る。そして2001年の復帰作「一致団結!リヤカーで喜界島一周」で「自分はまだ（『どうでしょう』を）出来る」と確信。以降の企画では、「まぁ、いいじゃないか」「ロケより宿」といった感じの、緩い取り組み姿勢をしばしば見せている。

## 合宿
「合宿」とは、番組初期に「企画の目的を達成する」ために、当時まだ若く元気だった鈴井主導による、徹夜もいとわない強行スケジュールのことである。前述の経緯により、水曜どうでしょうの歴史の後半から、初期にあった「ミスターの合宿」がなくなった。ちなみに似たような言葉としてレギュラー中期「アメリカ合衆国横断 〜北米大陸 3750マイル〜」では「会議」（企画遂行が順調でない時の番組スタッフに対する鈴井の説教）が出ている。
後に鈴井は「ヨーロッパ21カ国完全制覇」のDVDの副音声の中で「実績も目立った芸もない自分たちが視聴者に見せられるのは『頑張っている姿』だけだからできるだけその姿を見せたいと思った」と語っている。

## その後
- 樋口了一の「1/6の夢旅人2002 〜sicorne ver．featuring 大泉 洋〜」の曲にあわせて、ミスター（の絵）が、陽気に約1分半踊る映像「ミスターのいいじゃないか!踊り」が完成。DVD全集第4弾で公開された。
- このあとから、いいじゃないか姿のミスターの絵がグッズになった。しかし「プチ復活!」が北海道並びにインプレスTVのみの放送だった為、道外のファンの大部分はこの番組が収録されているDVD全集第6弾が発売されるまで、なんのことかわからなかった。